# Toendragors
De toendragors (Spizelloides arborea) is een zangvogel uit de familie Amerikaanse gorzen.

## Verspreiding en leefgebied
Deze soort telt 2 ondersoorten:
- S. a. ochracea: Alaska en noordwestelijk en westelijk Canada.
- S. a. arborea: het noordelijke deel van Centraal-en oostelijk Canada.